# Stillfrövivel
Stillfrövivel (Ceutorhynchus sophiae) är en skalbaggsart som beskrevs av Leonard Gyllenhaal 1837. Stillfrövivel ingår i släktet Ceutorhynchus, och familjen vivlar. Enligt den svenska rödlistan är arten nära hotad i Sverige. Arten förekommer i Götaland och Svealand. Artens livsmiljö är jordbrukslandskap, stadsmiljö.